# بلیلا
بلیلا (به بلغاری: Belila) یک منطقهٔ مسکونی در بلغارستان است که در استان بورگاس واقع شده‌است.